# Club Handbol Bordils
El Handbol Bordils es un club deportivo fundado en 1961 que se encuentra en la provincia de Gerona. El club tiene dos secciones deportivas una de masculina que es el balonmano y una de femenina que es el voleibol. 

## Historia del club
El Handbol Bordils es un club deportivo fundado en 1961 aunque ya se practicaba desde unos 5 o 6 años antes de fundación. Mucho antes de tener pabellón, la pista, las porterías, las pelotas y las equipaciones, un grupo de jóvenes se reunía a menudo para ir a jugar a lo que entonces llamaban "balonmano". Durante dos o tres años, el balonmano en Bordils se practicó de manera no oficial, debido a que no había fichas, el equipo no estaba inscrito en ninguna competición oficial, pero cada cierto tiempo iba a jugar partidos a través de la OJE. El club empezó a escribir las primeras páginas de su historia. El 22 de septiembre de 1994 donde disputó sus primeros partidos del Campeonato Provincial como entidad deportiva oficial, uno de categoría Senior y el otro Juvenil, ambos contra el Celrà. La reestructuración de la Primera División Nacional de balonmano el verano de 1995 permitió que un Handbol Bordils que había logrado el Campeonato Provincial pudiera optar al ascenso de categoría.

### Los colores del club
Cuando el balonmano comenzó a echar raíces en el pueblo, los jugadores se plantearon que lo que había comenzado como una distracción estaba aconteciendo algo serio. Es por eso que decidieron, como todo equipo, que tenían que ir bien uniformados es por eso que decidieron ir a comprar las camisetas en la tienda de deportes de Gerona. La intención era llevar los colores del Barça, el equipo de moda, pero en la tienda no había suficientes camisetas para tener una para cada jugador. Del único equipo que había suficientes equipaciones era el Elche Club de Fútbol (verde y blanco), y es por esta razón que hasta hoy se han mantenido estos colores como los representativos del Handbol Bordils.

### Equipo Base i cantera
El Club Handbol Bordils cuenta con 6 equipos en la base de balonmano además de 2 equipos séniors .

### Palmarés de los equipos Base i cantera
- Sectores de España cadetes (2012/2013)
- Sectores de España infantiles (2015/2016)

## Voleibol
Actualmente cuenta con  10 equipos 8 de Base i 2 de sénior
- Datos: Q11914258